# Ballantiophora glandifera
Ballantiophora glandifera är en fjärilsart som beskrevs av Paul Dognin 1908. Ballantiophora glandifera ingår i släktet Ballantiophora och familjen mätare. Inga underarter finns listade i Catalogue of Life.